# Pauluskirche (Schwenningen)

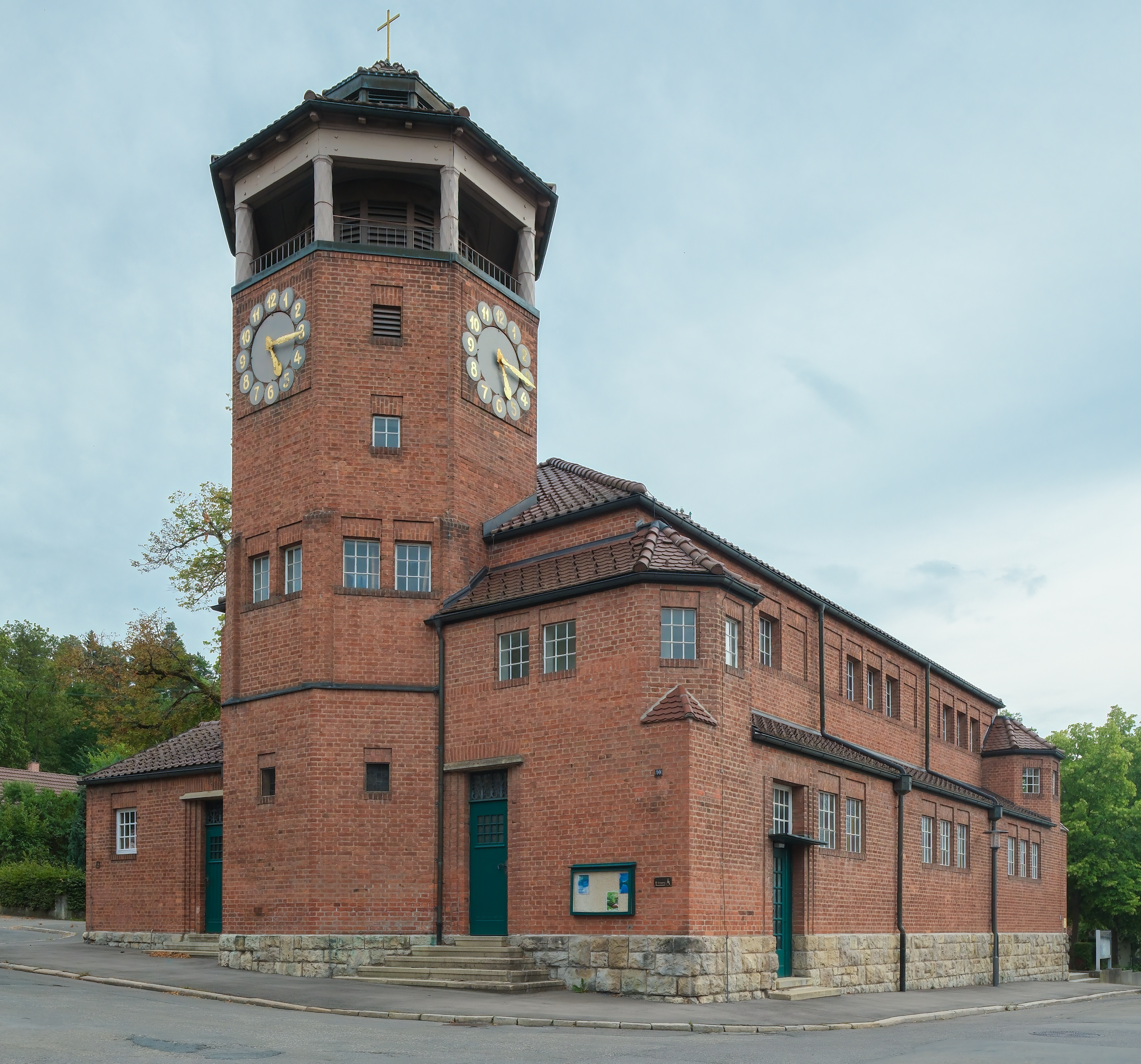
Pauluskirche in Schwenningen

Die evangelische Pauluskirche ist eine von Martin Elsaesser entworfene Kirche in Schwenningen am Neckar, einem Stadtbezirk von Villingen-Schwenningen im Schwarzwald-Baar-Kreis in Baden-Württemberg und gehört zur Kirchengemeinde Schwenningen am Neckar im Kirchenbezirk Rottweil der Evangelischen Landeskirche in Württemberg. Das Bauwerk ist beim Landesamt für Denkmalpflege Baden-Württemberg als Baudenkmal eingetragen.

## Beschreibung
Die Pauluskirche ist eine aus Backsteinen errichtete Saalkirche. Der Bau zeichnet sich durch seine klaren geometrischen Grundformen aus. Die Grundform bildet ein Langhaus, das mit einem Walmdach bedeckt ist. Die kubische Grundform wird durch additive Anbauten aufgebrochen, so findet sich links des Hauptportals ein Erker mit einem Treppenhaus, während die gegenüberliegende Ecke mit einer Sakristei umbaut ist. An der Nordostecke findet sich ein asymmetrisch angebauter achteckiger Kirchturm, dessen oberstes Geschoss an drei Seiten die Zifferblätter der Turmuhr zeigt, und darüber eine Aussichtsplattform hat. Der Innenraum ist vom Jugendstil geprägt: An einen schlichten Hauptraum mit Kassettendecke schließt sich ein runder überkuppelter Altarraum an. Links des Altarraums findet sich eine Taufkapelle mit quadratischer Grundform, die sich zum Altar- und zum Gemeinderaum öffnet. Taufstein und Kanzel sind durch ihre achteckige Grundform miteinander in Verbindung gesetzt. Die weiteren Elemente der Innenraumgestaltung sind nur teilweise erhalten, so finden sich ein metallener Kronleuchter und Wandleuchten, die nach Entwürfen von Martin Elsaesser wiederhergestellt wurden.

## Geschichte
Mit dem Ende des 19. Jahrhunderts in Württemberg einsetzenden Industrialisierung veränderte sich auch an vielen Orten die Zusammensetzung der Kirchengemeinden. So entstanden in stark industrialisierten Orten häufig Vorstädte, die hauptsächlich von Arbeitern bewohnt waren. Durch weite Wege zu den Hauptkirchen, Ablehnung vonseiten der alteingesessenen Stadtbevölkerung und Anonymität unter den Zugezogenen war häufig nur eine schwache Bindung der evangelischen Einwohner an die Ortskirchen entstanden. Daher initiierte die württembergische Oberkirchenbehörde den Neubau von einfachen Kirchen in industriell geprägten Vorstädten. In Schwenningen kam es durch das Erstarken der Uhrenindustrie ab 1880 zu einem massiven Zuzug von Arbeitern, die sich südlich des Neckars niederließen und wodurch dort ein aus kleinen, einstöckigen Häusern bestehender Vorort entstand. 1908 wurde für diesen eine eigene Pfarrstelle eingerichtet und ein Kirchenbauverein gegründet, der das Geld für den Bau der Pauluskirche aufbringen sollte.
Der für den Kirchenbau beauftragte Architekt Martin Elsaesser plante die Kirche als Teil eines Ensembles, das neben der Kirche auch aus einem Pfarrhaus sowie einer „Kleinkinderschule“ bestehen sollte. Ursprünglich sollten die Fassaden des Pfarrhauses und der Kirche auf einer Linie liegen, die Kleinkinderschule sollte dahinter abgesetzt positioniert sein. Im Verlauf der Planungen wurde die Idee der Kleinkinderschule jedoch aufgegeben, das Pfarrhaus gebaut. 1909/10 entstanden Pfarrhaus und Kirche.
Heute ist die Pauluskirche neben der Stadtkirche und der Johanneskirche eine von drei Kirchen der Evangelischen Kirchengemeinde in Schwenningen, in denen regelmäßige Gottesdienste stattfinden. Seit 2004 öffnet sie jährlich im Januar und Februar die Türen als Vesperkirche.